# Valeri Božinov
Valeri Emilov Božinov (in bulgaro Валери Eмилов Божинов?, traslitterato anche Bojinov o Bozhinov; Gorna Orjahovica, 15 febbraio 1986) è un ex calciatore bulgaro, di ruolo attaccante.

## Caratteristiche tecniche
Attaccante talentuoso, dotato di un buon tiro e fiuto del gol, nasce come prima punta, anche se in passato è stato schierato come seconda punta oppure come attaccante esterno. Finalizzatore che dispone di grandi colpi, anche se poco continuo, è abile sia con il piede sinistro sia con il destro ed è rapido nello stretto.

## Carriera

### Club

#### Inizi e Lecce
Trascorre la prima infanzia in Bulgaria e all'età di 12 anni si trasferisce a Malta insieme alla madre Pepa, ex calciatrice della nazionale bulgara, e al patrigno Sašo Angelov, ex calciatore della nazionale bulgara. Arriva in Italia nel 2000 grazie a un'intuizione di Pantaleo Corvino, ai tempi direttore sportivo del Lecce, che lo scopre quando Valeri, quattordicenne, gioca un torneo con il Pietà Hotspurs e lo porta nel Salento. A Lecce il ragazzo frequenta la scuola media Paolo Stomeo e continua gli studi secondari presso l'istituto tecnico industriale Enrico Fermi e poi l'istituto professionale Antonietta De Pace, parallelamente alla militanza nelle formazioni giovanili del Lecce. Risiede presso la casa Pastor Bonus insieme agli altri ragazzi fuori sede dell'Unione Sportiva Lecce, sotto la guida del sacerdote don Damiano Madaro.
Debutta in Serie A il 27 gennaio 2002, all'età di 15 anni, 11 mesi e 12 giorni, contro il Brescia, diventando così il più giovane calciatore straniero ad esordire in Serie A e il settimo giocatore più giovane di sempre a debuttare nella massima serie calcistica italiana. Realizza il primo gol nella massima divisione l'11 gennaio 2004, non ancora maggiorenne, in Lecce-Bologna 1-2. Resta in Puglia per tre anni. Si afferma nella stagione 2004-2005 grazie anche al gioco offensivo di Zdeněk Zeman: realizza infatti 4 reti nelle prime 3 giornate, reti salite a 11 nelle prime 20 giornate di campionato. Fino al 2019-2020, quando sarà eguagliato da Marco Mancosu, rimarrà l'unico giocatore del Lecce capace di segnare 4 gol nelle prime 5 giornate del campionato di Serie A.

#### Fiorentina
Nella sessione invernale di calciomercato, a gennaio 2005, passa alla Fiorentina, che lo acquista per 15 milioni di euro; il 26 febbraio 2005, contro l'Udinese, mette a segno la sua prima rete in maglia viola, ma subisce un infortunio che lo costringe allo stop per più di un mese. Si rivede in primavera, quando una sua rete al Bentegodi contro il Chievo aiuta la Fiorentina ad espugnare Verona con il risultato di 2-1 e ottenere 3 punti fondamentali per la salvezza a tre giornate dalla fine. I toscani si salveranno grazie a 8 punti ottenuti nelle ultime 4 partite, alla vittoria per 3-0 contro il Brescia all'ultima giornata e ad una miglior classifica avulsa nei confronti di Parma e Bologna. Nell'estate del 2005 la Fiorentina acquista Luca Toni, i cui gol nella stagione 2005-2006 fanno aumentare la concorrenza in attacco per il bulgaro, che trova meno spazio in squadra.
Il 16 gennaio 2006 è ufficialmente messo fuori rosa dalla Fiorentina per alcune dichiarazioni rilasciate a una radio bulgara contro l'allenatore e la dirigenza. È messo sul mercato, ma, conclusasi la sessione invernale del calciomercato, Božinov resta a Firenze ed è reintegrato nella rosa della prima squadra: chiude la stagione con 6 reti in campionato e 3 in Coppa Italia.

#### Juventus
Nel luglio 2006 passa alla Juventus, in Serie B per la prima volta per le vicende di Calciopoli, con la formula del prestito con diritto di riscatto per la metà del cartellino, come parziale contropartita tecnica nella trattativa conclusasi con la cessione dell'attaccante rumeno Adrian Mutu alla Fiorentina. Con i bianconeri trova, però, pochissimo spazio, e un anno più tardi torna alla Fiorentina. Dopo aver rifiutato la proposta di rinnovo per altri due anni, è nuovamente messo sul mercato e in attesa della cessione gli viene permesso di allenarsi.

#### Manchester City
Ad agosto 2007 diventa ufficiale la sua cessione per 8 milioni e mezzo di euro al Manchester City, che fa sottoscrivere al giocatore un contratto quadriennale. Durante il derby con il Manchester United del 19 agosto 2007, valido per la terza giornata di Premier League, si infortuna gravemente ad un ginocchio ed è costretto a restare inattivo per tutta la stagione. Rientrato nella stagione successiva dopo alcune amichevoli, il 17 agosto 2008, nel pre-partita del primo incontro di campionato con l'Aston Villa, subisce un altro grave infortunio al tendine d'Achille che lo tiene fermo per altri 6 mesi. Ritorna a giocare in prima squadra il 1º marzo 2009 contro il West Ham United. Torna a segnare il 16 maggio 2009, nella partita persa per 2-1 dal Manchester City sul campo del Tottenham, firmando il gol del momentaneo pareggio cinque minuti dopo il suo ingresso in campo.

#### Parma
Il 29 luglio 2009 il Parma raggiunge l'accordo con il Manchester City per il prestito di un anno. Torna a segnare in Serie A il 23 settembre 2009, contro la Lazio allo Stadio Olimpico di Roma nella partita vinta 1-2 dai ducali. Chiude la stagione con 30 presenze in campionato e 8 reti.
Il 4 luglio 2010 il Parma riscatta ufficialmente il suo cartellino. La prima rete del campionato 2010-2011 arriva contro la neo-promossa Brescia. Conclude la stagione siglando altre due reti contro la Sampdoria e contro il Cagliari l'ultima giornata di campionato e collezionando ben 31 presenze.

#### Sporting Lisbona
Il 6 luglio 2011 è acquistato a titolo definitivo dallo Sporting Lisbona. Nell'ambito della stessa trattativa Jaime Valdés passa dai portoghesi al Parma.
Con i lusitani tra campionato e varie coppe europee e nazionali totalizza 16 presenze e segna 3 reti.

#### Prestiti a Lecce, Verona e Vicenza e primo ritorno in patria
Dopo l'esperienza portoghese, il 30 gennaio 2012 torna dopo sette anni al Lecce in prestito con diritto di riscatto dopo una trattativa durata appena una settimana. Al termine della stagione il giocatore non viene riscattato dai salentini e fa così ritorno in Portogallo, congedandosi dal Lecce senza aver potuto evitare la retrocessione dei salentini, alla cui causa contribuisce con 10 presenze in massima serie e una rete, realizzata il 22 aprile 2012 all'Olimpico di Roma al 91º minuto di gioco contro la Lazio, gol che vale il pareggio per il club giallorosso.
Il 31 agosto seguente passa in prestito al Verona, in Serie B.
Il 29 settembre sigla la sua prima rete in gialloblù nei minuti finali contro il Bari, rete che dà la vittoria alla sua squadra. Termina la prima parte di stagione mettendo insieme 14 presenze, anche grazie al recupero del 12 dicembre 2012, Cittadella-Hellas Verona (2-1), partita che era stata sospesa per nebbia all'83º minuto di gioco il 24 novembre.
Il 16 gennaio 2013 si trasferisce in prestito al L.R. Vicenza, con il Verona che mantiene il diritto di riscatto dallo Sporting Lisbona. Segna il primo gol con la nuova maglia nella partita d'esordio, persa per 2-1 contro la Juve Stabia, nella quale si guadagna e trasforma il rigore del momentaneo 1-1. Viene anche nominato capitano della compagine biancorossa.
A fine stagione ritorna allo Sporting Lisbona, ma il 6 settembre rescinde con 3 anni di anticipo il contratto con la società portoghese, rimanendo svincolato.
L'8 febbraio 2014 è ingaggiato dal Levski Sofia, con cui firma un contratto fino a fine stagione, facendo così ritorno in Bulgaria. Conclude la stagione con 19 presenze e 7 reti.

#### Ternana
Il 5 settembre 2014 firma un contratto annuale con opzione per il secondo con la Ternana in Serie B, tornando in Italia dopo un anno. Debutta alla quinta giornata da titolare contro il Bologna. Segna il primo gol con la casacca rossoverde all'ottava giornata nella sconfitta esterna subita contro la Virtus Entella. Si ripete nel derby contro il Perugia, andando poi a esultare sotto la curva dei tifosi rivali con il gesto delle orecchie. Il 17 gennaio 2015 realizza la prima doppietta, contro il Crotone (vittoria per 2-1). Il 22 maggio segna il gol del 2-0 contro il Varese, sancendo la definitiva salvezza della Ternana. Termina la sua esperienza a Terni con 27 presenze e 6 gol.

#### Partizan Belgrado
Il 15 giugno 2015 si trasferisce a parametro zero al Partizan Belgrado, firmando un contratto biennale. Il 14 luglio esordisce con la casacca bianconera nei preliminari di Champions League contro i georgiani del Dila Gori, uscendo dal campo al 77º minuto di gioco. Tre giorni dopo fa il suo esordio nella massima serie serba e va subito a segno contro il Metalac, realizzando il terzo dei quattro gol della partita e fornendo gli assist per i primi due gol. Si ripete nella seconda giornata di campionato segnando le prime due reti della partita casalinga contro lo Jagodina, vinta per 6-0. Intanto nei preliminari di UEFA Champions League gioca il terzo turno eliminatorio in casa della Steaua Bucarest (gara di andata finita 1-1), ma esce già al 19º di gioco per un piccolo infortunio, che gli farà saltare la partita contro il Novi Pazar di Superliga serba persa per 3-2. Il 13 dicembre si rende di nuovo protagonista di una doppietta entrando al 58º di gioco e ribaltando il risultato da 2-0 a 2-2 negli ultimi 18 minuti nella gara esterna contro il Rad Belgrado. La 2015-2016, con 18 gol messi a segno in campionato, sarà la più prolifica sul piano realizzativo della sua carriera.
Il 21 febbraio 2017 rescinde il contratto che lo legava al Partizan.

#### Cina, Svizzera e Croazia
Il 22 febbraio 2017 firma per il Meizhou Kejia, squadra della serie B cinese, dove vive una breve esperienza.
Nel luglio 2017 firma un biennale con il Losanna, con cui però rescinde il contratto già ad ottobre. Con i losannesi totalizza 9 presenze e un gol tra campionato e coppe.
Nel febbraio 2018 si accorda con il Rijeka fino al mese di giugno, con un'opzione di rinnovo biennale. Scende in campo una sola volta con la maglia del club croato.

#### Il secondo ritorno in patria
Nell'agosto 2018 fa ritorno in patria, firmando per il Botev Vraca. Debutta con la nuova maglia il 14 settembre sul campo del Vitoša Bistrica, contro cui mette a segno il gol dell'1-0. Colleziona 11 presenze e 7 gol in campionato più un'apparizione nella coppa nazionale.
Il 7 febbraio 2019 torna al Levski Sofia firmando un contratto di un anno e mezzo. Da febbraio a maggio 2019 segna 4 reti in 11 partite tra campionato e play-off per l'Europa League, ma non è confermato in squadra dal nuovo tecnico Petăr Hubčev e a giugno si svincola.
Il 5 settembre 2019 firma nuovamente con il Botev Vraca. Si svincola il 14 dicembre, dopo 7 presenze in campionato senza reti.

#### Pescara e terzo ritorno in patria
Il 13 febbraio 2020 fa ritorno dopo cinque anni in Italia, venendo ingaggiato fino a fine stagione dal Pescara. Il 23 febbraio viene convocato per la prima volta dalla nuova squadra per la sfida contro il Crotone: parte dalla panchina, ma viene espulso per proteste al 26º minuto del primo tempo, stabilendo così un singolare record negativo. Il 4 marzo debutta subentrando nel secondo tempo della partita persa per 2-0 sul campo dello Spezia. Con gli abruzzesi gioca soltanto 3 partite e il 7 agosto rescinde consensualmente il contratto, lasciando la squadra prima dei play-out di Serie B.
Il 15 settembre 2020 torna al Levski Sofia per la terza volta. Alla fine della stagione rinnova il proprio contratto con il Levski per un'altra annata, ma, dopo aver raccolto appena 2 presenze nel 2021-2022, nel novembre 2021 raggiunge l'accordo per risolvere il contratto con il club, perché poco impiegato dall'allenatore. Il 10 gennaio 2022 firma per il Septemvri Sofia, club della seconda divisione bulgara con cui gioca per il resto della stagione. Passato al Vitoša Bistrica, colleziona 6 presenze e un gol nella seconda divisione bulgara tra aprile e giugno 2023, per poi svincolarsi dal club.

### Nazionale
Con la nazionale bulgara Under-21 conta 3 presenze e 3 gol. Con la nazionale maggiore prese parte al campionato d'Europa 2004, rassegna nel corso della quale debuttò in nazionale, nella partita persa per 1-2 contro l'Italia il 22 giugno 2004 da subentrante. Il 19 agosto di quell'anno realizzò la sua prima marcatura con la maglia della rappresentativa bulgara, nella gara amichevole contro l'Irlanda (1-1). Il primo gol in competizioni ufficiali con la Bulgaria risale al 6 settembre 2006, quando andò in rete in casa contro la Slovenia (3-0) in un match di qualificazione al campionato d'Europa 2008.

## Statistiche

### Presenze e reti nei club
| Stagione               | Squadra                | Campionato             | Campionato | Campionato | Coppe nazionali | Coppe nazionali | Coppe nazionali | Coppe continentali | Coppe continentali | Coppe continentali | Altre coppe | Altre coppe | Altre coppe | Totale | Totale |
| Stagione               | Squadra                | Comp                   | Pres       | Reti       | Comp            | Pres            | Reti            | Comp               | Pres               | Reti               | Comp        | Pres        | Reti        | Pres   | Reti   |
| ---------------------- | ---------------------- | ---------------------- | ---------- | ---------- | --------------- | --------------- | --------------- | ------------------ | ------------------ | ------------------ | ----------- | ----------- | ----------- | ------ | ------ |
| 2001-2002              | Lecce                  | A                      | 2          | 0          | CI              | 0               | 0               | -                  | -                  | -                  | -           | -           | -           | 2      | 0      |
| 2002-2003              | Lecce                  | B                      | 15         | 2          | CI              | 0               | 0               | -                  | -                  | -                  | -           | -           | -           | 15     | 2      |
| 2003-2004              | Lecce                  | A                      | 28         | 3          | CI              | 0               | 0               | -                  | -                  | -                  | -           | -           | -           | 28     | 3      |
| 2004-gen. 2005         | Lecce                  | A                      | 20         | 11         | CI              | 3               | 3               | -                  | -                  | -                  | -           | -           | -           | 23     | 14     |
| gen.-giu. 2005         | Fiorentina             | A                      | 9          | 2          | CI              | 0               | 0               | -                  | -                  | -                  | -           | -           | -           | 9      | 2      |
| 2005-2006              | Fiorentina             | A                      | 27         | 6          | CI              | 5               | 3               | -                  | -                  | -                  | -           | -           | -           | 32     | 9      |
| Totale Fiorentina      | Totale Fiorentina      | Totale Fiorentina      | 36         | 8          |                 | 5               | 3               |                    | -                  | -                  |             | -           | -           | 41     | 11     |
| 2006-2007              | Juventus               | B                      | 18         | 5          | CI              | 3               | 2               | -                  | -                  | -                  | -           | -           | -           | 21     | 7      |
| 2007-2008              | Manchester City        | PL                     | 3          | 0          | FACup+CdL       | 0+0             | 0               | -                  | -                  | -                  | -           | -           | -           | 3      | 0      |
| 2008-2009              | Manchester City        | PL                     | 8          | 1          | FACup+CdL       | 0+0             | 0               | CU                 | 1                  | 0                  | -           | -           | -           | 9      | 1      |
| Totale Manchester City | Totale Manchester City | Totale Manchester City | 11         | 1          |                 | 0               | 0               |                    | 1                  | 0                  |             | -           | -           | 12     | 1      |
| 2009-2010              | Parma                  | A                      | 30         | 8          | CI              | 1               | 0               | -                  | -                  | -                  | -           | -           | -           | 31     | 8      |
| 2010-2011              | Parma                  | A                      | 31         | 3          | CI              | 2               | 0               | -                  | -                  | -                  | -           | -           | -           | 33     | 3      |
| Totale Parma           | Totale Parma           | Totale Parma           | 61         | 11         |                 | 3               | 0               |                    | -                  | -                  |             | -           | -           | 64     | 11     |
| 2011-gen. 2012         | Sporting Lisbona       | PL                     | 8          | 2          | CP+CdL          | 2+1             | 0               | UEL                | 4+1                | 1                  | -           | -           | -           | 16     | 3      |
| gen.-giu. 2012         | Lecce                  | A                      | 10         | 1          | CI              | 0               | 0               | -                  | -                  | -                  | -           | -           | -           | 10     | 1      |
| Totale Lecce           | Totale Lecce           | Totale Lecce           | 75         | 17         |                 | 3               | 3               |                    | -                  | -                  |             | -           | -           | 78     | 20     |
| 2012-gen. 2013         | Verona                 | B                      | 14         | 1          | CI              | 2               | 0               | -                  | -                  | -                  | -           | -           | -           | 16     | 1      |
| gen.-giu. 2013         | L.R. Vicenza           | B                      | 18         | 4          | CI              | 0               | 0               | -                  | -                  | -                  | -           | -           | -           | 18     | 4      |
| gen.-giu. 2014         | Levski Sofia           | A-PFG                  | 8+11       | 1+6        | CB              | 1               | 1               | -                  | -                  | -                  | -           | -           | -           | 20     | 8      |
| 2014-2015              | Ternana                | B                      | 27         | 6          | CI              | 0               | 0               | -                  | -                  | -                  | -           | -           | -           | 27     | 6      |
| 2015-2016              | Partizan               | SL                     | 31         | 18         | CS              | 4               | 0               | UCL+UEL            | 6+4                | 0                  | -           | -           | -           | 45     | 18     |
| 2016-feb. 2017         | Partizan               | SL                     | 20         | 5          | CS              | 1               | 2               | UEL                | 1                  | 0                  | -           | -           | -           | 22     | 7      |
| Totale Partizan        | Totale Partizan        | Totale Partizan        | 51         | 23         |                 | 5               | 2               |                    | 11                 | 0                  |             | -           | -           | 67     | 25     |
| 2017                   | Meizhou Hakka          | CL1                    | 13         | 3          | CC              | 0               | 0               | -                  | -                  | -                  | -           | -           | -           | 13     | 3      |
| ago.-ott. 2017         | Losanna                | SL                     | 7          | 0          | CS              | 2               | 1               | -                  | -                  | -                  | -           | -           | -           | 9      | 1      |
| feb.-giu. 2018         | Rijeka                 | 1.HNL                  | 1          | 0          | CC              | 1               | 0               | -                  | -                  | -                  | -           | -           | -           | 2      | 0      |
| ago. 2018-feb. 2019    | Botev Vraca            | PL                     | 11         | 7          | CB              | 1               | 0               | -                  | -                  | -                  | -           | -           | -           | 12     | 7      |
| feb.-mag. 2017         | Levski Sofia           | PL                     | 10+1       | 4          | CB              | 0               | 0               | -                  | -                  | -                  | -           | -           | -           | 11     | 4      |
| set.-dic. 2019         | Botev Vraca            | PL                     | 9          | 0          | CB              | 2               | 0               | -                  | -                  | -                  | -           | -           | -           | 11     | 0      |
| Totale Botev Vraca     | Totale Botev Vraca     | Totale Botev Vraca     | 20         | 7          |                 | 3               | 0               |                    | -                  | -                  |             | -           | -           | 23     | 7      |
| feb.-giu. 2020         | Pescara                | B                      | 3          | 0          | CI              | 0               | 0               | -                  | -                  | -                  | -           | -           | -           | 3      | 0      |
| 2020-2021              | Levski Sofia           | PL                     | 7+3        | 0+1        | CB              | 1               | 1               | -                  | -                  | -                  | -           | -           | -           | 11     | 2      |
| lug.-nov. 2021         | Levski Sofia           | PL                     | 2          | 0          | CB              | 0               | 0               | -                  | -                  | -                  | -           | -           | -           | 2      | 0      |
| Totale Levski Sofia    | Totale Levski Sofia    | Totale Levski Sofia    | 42         | 13         |                 | 2               | 2               |                    | -                  | -                  |             | -           | -           | 44     | 15     |
| gen.-mag. 2022         | Septemvri Sofia        | VL                     | 12         | 1          | CB              | 0               | 0               | -                  | -                  | -                  | -           | -           | -           | 12     | 1      |
| apr.-giu. 2023         | Vitoša Bistrica        | VL                     | 6          | 1          | CB              | 0               | 0               | -                  | -                  | -                  | -           | -           | -           | 6      | 1      |
| Totale carriera        | Totale carriera        | Totale carriera        | 423        | 103        |                 | 32              | 13              |                    | 17                 | 1                  |             | -           | -           | 472    | 117    |

### Cronologia presenze e reti in nazionale
| Cronologia completa delle presenze e delle reti in nazionale ― Bulgaria | Cronologia completa delle presenze e delle reti in nazionale ― Bulgaria | Cronologia completa delle presenze e delle reti in nazionale ― Bulgaria | Cronologia completa delle presenze e delle reti in nazionale ― Bulgaria | Cronologia completa delle presenze e delle reti in nazionale ― Bulgaria | Cronologia completa delle presenze e delle reti in nazionale ― Bulgaria | Cronologia completa delle presenze e delle reti in nazionale ― Bulgaria | Cronologia completa delle presenze e delle reti in nazionale ― Bulgaria |
| Data                                                                    | Città                                                                   | In casa                                                                 | Risultato                                                               | Ospiti                                                                  | Competizione                                                            | Reti                                                                    | Note                                                                    |
| ----------------------------------------------------------------------- | ----------------------------------------------------------------------- | ----------------------------------------------------------------------- | ----------------------------------------------------------------------- | ----------------------------------------------------------------------- | ----------------------------------------------------------------------- | ----------------------------------------------------------------------- | ----------------------------------------------------------------------- |
| 22-6-2004                                                               | Guimarães                                                               | Italia                                                                  | 2 – 1                                                                   | Bulgaria                                                                | Euro 2004 - 1º turno                                                    | -                                                                       | 46’ 49’                                                                 |
| 18-8-2004                                                               | Dublino                                                                 | Irlanda                                                                 | 1 – 1                                                                   | Bulgaria                                                                | Amichevole                                                              | 1                                                                       |                                                                         |
| 4-9-2004                                                                | Reykjavík                                                               | Islanda                                                                 | 1 – 3                                                                   | Bulgaria                                                                | Qual. Mondiali 2006                                                     | -                                                                       | 72’                                                                     |
| 9-10-2004                                                               | Zagabria                                                                | Croazia                                                                 | 2 – 2                                                                   | Bulgaria                                                                | Qual. Mondiali 2006                                                     | -                                                                       | 55’                                                                     |
| 13-10-2004                                                              | Sofia                                                                   | Bulgaria                                                                | 4 – 1                                                                   | Malta                                                                   | Qual. Mondiali 2006                                                     | -                                                                       | 67’                                                                     |
| 17-11-2004                                                              | Baku                                                                    | Azerbaigian                                                             | 0 – 0                                                                   | Bulgaria                                                                | Amichevole                                                              | -                                                                       | 29’                                                                     |
| 9-2-2005                                                                | Sofia                                                                   | Bulgaria                                                                | 0 – 0                                                                   | Serbia e Montenegro                                                     | Amichevole                                                              | -                                                                       |                                                                         |
| 4-6-2005                                                                | Sofia                                                                   | Bulgaria                                                                | 1 – 3                                                                   | Croazia                                                                 | Qual. Mondiali 2006                                                     | -                                                                       | 46’                                                                     |
| 12-10-2005                                                              | Ta' Qali                                                                | Malta                                                                   | 1 – 1                                                                   | Bulgaria                                                                | Qual. Mondiali 2006                                                     | -                                                                       | 63’                                                                     |
| 12-11-2005                                                              | Sofia                                                                   | Bulgaria                                                                | 6 – 2                                                                   | Georgia                                                                 | Amichevole                                                              | -                                                                       | 56’                                                                     |
| 16-11-2005                                                              | Dublino                                                                 | Messico                                                                 | 0 – 3                                                                   | Bulgaria                                                                | Amichevole                                                              | 1                                                                       |                                                                         |
| 1-3-2006                                                                | Skopje                                                                  | Macedonia                                                               | 0 – 1                                                                   | Bulgaria                                                                | Amichevole                                                              | -                                                                       | 46’                                                                     |
| 2-9-2006                                                                | Costanza                                                                | Romania                                                                 | 2 – 2                                                                   | Bulgaria                                                                | Qual. Euro 2008                                                         | -                                                                       | 62’                                                                     |
| 6-9-2006                                                                | Sofia                                                                   | Bulgaria                                                                | 3 – 0                                                                   | Slovenia                                                                | Qual. Euro 2008                                                         | 1                                                                       | 45’ 60’                                                                 |
| 7-10-2006                                                               | Sofia                                                                   | Bulgaria                                                                | 1 – 1                                                                   | Paesi Bassi                                                             | Qual. Euro 2008                                                         | -                                                                       | 64’                                                                     |
| 11-10-2006                                                              | Lussemburgo                                                             | Lussemburgo                                                             | 0 – 1                                                                   | Bulgaria                                                                | Qual. Euro 2008                                                         | -                                                                       | 68’                                                                     |
| 15-11-2006                                                              | Žilina                                                                  | Slovacchia                                                              | 3 – 1                                                                   | Bulgaria                                                                | Amichevole                                                              | -                                                                       | 54’                                                                     |
| 6-2-2007                                                                | Larnaca                                                                 | Bulgaria                                                                | 2 – 0                                                                   | Lettonia                                                                | Torneo di Cipro 2007 - Semifinale                                       | -                                                                       | 46’                                                                     |
| 7-2-2007                                                                | Nicosia                                                                 | Cipro                                                                   | 0 – 3                                                                   | Bulgaria                                                                | Torneo di Cipro 2007 - Finale                                           | -                                                                       | 46’                                                                     |
| 28-3-2007                                                               | Sofia                                                                   | Bulgaria                                                                | 0 – 0                                                                   | Albania                                                                 | Qual. Euro 2008                                                         | -                                                                       | 65’                                                                     |
| 6-6-2009                                                                | Sofia                                                                   | Bulgaria                                                                | 1 – 1                                                                   | Irlanda                                                                 | Qual. Mondiali 2010                                                     | -                                                                       | 59’                                                                     |
| 12-8-2009                                                               | Sofia                                                                   | Bulgaria                                                                | 1 – 0                                                                   | Lettonia                                                                | Amichevole                                                              | -                                                                       | 59’                                                                     |
| 9-9-2009                                                                | Torino                                                                  | Italia                                                                  | 2 – 0                                                                   | Bulgaria                                                                | Qual. Mondiali 2010                                                     | -                                                                       | 57’                                                                     |
| 10-10-2009                                                              | Larnaca                                                                 | Cipro                                                                   | 4 – 1                                                                   | Bulgaria                                                                | Qual. Mondiali 2010                                                     | -                                                                       | 62’                                                                     |
| 14-10-2009                                                              | Sofia                                                                   | Bulgaria                                                                | 6 – 2                                                                   | Georgia                                                                 | Qual. Mondiali 2010                                                     | -                                                                       | 78’                                                                     |
| 18-11-2009                                                              | Paola                                                                   | Malta                                                                   | 1 – 4                                                                   | Bulgaria                                                                | Amichevole                                                              | 1                                                                       | 46’                                                                     |
| 3-3-2010                                                                | Varsavia                                                                | Polonia                                                                 | 2 – 0                                                                   | Bulgaria                                                                | Amichevole                                                              | -                                                                       | 46’                                                                     |
| 19-5-2010                                                               | Bruxelles                                                               | Belgio                                                                  | 2 – 1                                                                   | Bulgaria                                                                | Amichevole                                                              | -                                                                       | 62’                                                                     |
| 24-5-2010                                                               | Soweto                                                                  | Sudafrica                                                               | 1 – 1                                                                   | Bulgaria                                                                | Amichevole                                                              | 1                                                                       | 55’                                                                     |
| 11-8-2010                                                               | San Pietroburgo                                                         | Russia                                                                  | 1 – 0                                                                   | Bulgaria                                                                | Amichevole                                                              | -                                                                       | 46’                                                                     |
| 3-9-2010                                                                | Londra                                                                  | Inghilterra                                                             | 4 – 0                                                                   | Bulgaria                                                                | Qual. Euro 2012                                                         | -                                                                       | 63’                                                                     |
| 7-9-2010                                                                | Sofia                                                                   | Bulgaria                                                                | 0 – 1                                                                   | Montenegro                                                              | Qual. Euro 2012                                                         | -                                                                       | 46’                                                                     |
| 17-11-2010                                                              | Sofia                                                                   | Bulgaria                                                                | 0 – 1                                                                   | Serbia                                                                  | Amichevole                                                              | -                                                                       | 53’                                                                     |
| 7-10-2011                                                               | Sofia                                                                   | Bulgaria                                                                | 0 – 3                                                                   | Ucraina                                                                 | Amichevole                                                              | -                                                                       | 50’                                                                     |
| 11-10-2011                                                              | Sofia                                                                   | Bulgaria                                                                | 0 – 1                                                                   | Galles                                                                  | Qual. Euro 2012                                                         | -                                                                       | 61’                                                                     |
| 29-2-2012                                                               | Budapest                                                                | Ungheria                                                                | 1 – 1                                                                   | Bulgaria                                                                | Amichevole                                                              | 1                                                                       | 63’                                                                     |
| 26-5-2012                                                               | Amsterdam                                                               | Paesi Bassi                                                             | 1 – 2                                                                   | Bulgaria                                                                | Amichevole                                                              | -                                                                       | 60’                                                                     |
| 12-10-2012                                                              | Sofia                                                                   | Bulgaria                                                                | 1 – 1                                                                   | Danimarca                                                               | Qual. Mondiali 2014                                                     | -                                                                       | 85’                                                                     |
| 16-10-2012                                                              | Praga                                                                   | Rep. Ceca                                                               | 0 – 0                                                                   | Bulgaria                                                                | Qual. Mondiali 2014                                                     | -                                                                       | 62’                                                                     |
| 14-11-2012                                                              | Sofia                                                                   | Bulgaria                                                                | 0 – 1                                                                   | Ucraina                                                                 | Amichevole                                                              | -                                                                       | 63’                                                                     |
| 22-3-2013                                                               | Sofia                                                                   | Bulgaria                                                                | 6 – 0                                                                   | Malta                                                                   | Qual. Mondiali 2014                                                     | -                                                                       | 56’                                                                     |
| 4-6-2013                                                                | Almaty                                                                  | Kazakistan                                                              | 1 – 2                                                                   | Bulgaria                                                                | Amichevole                                                              | -                                                                       | 55’                                                                     |
| 28-3-2015                                                               | Sofia                                                                   | Bulgaria                                                                | 2 – 2                                                                   | Italia                                                                  | Qual. Euro 2016                                                         | -                                                                       | 73’                                                                     |
| Totale                                                                  |                                                                         | Presenze                                                                | 43                                                                      |                                                                         | Reti                                                                    | 6                                                                       |                                                                         |

## Palmarès

### Competizioni giovanili
- Coppa Italia Primavera: 1

Lecce: 2001-2002

### Competizioni nazionali
- Campionato italiano di Serie B: 1

Juventus: 2006-2007
- Coppa di Serbia: 1

Partizan: 2015-2016